# Université d'État des sciences humaines de l'Extrême-Orient

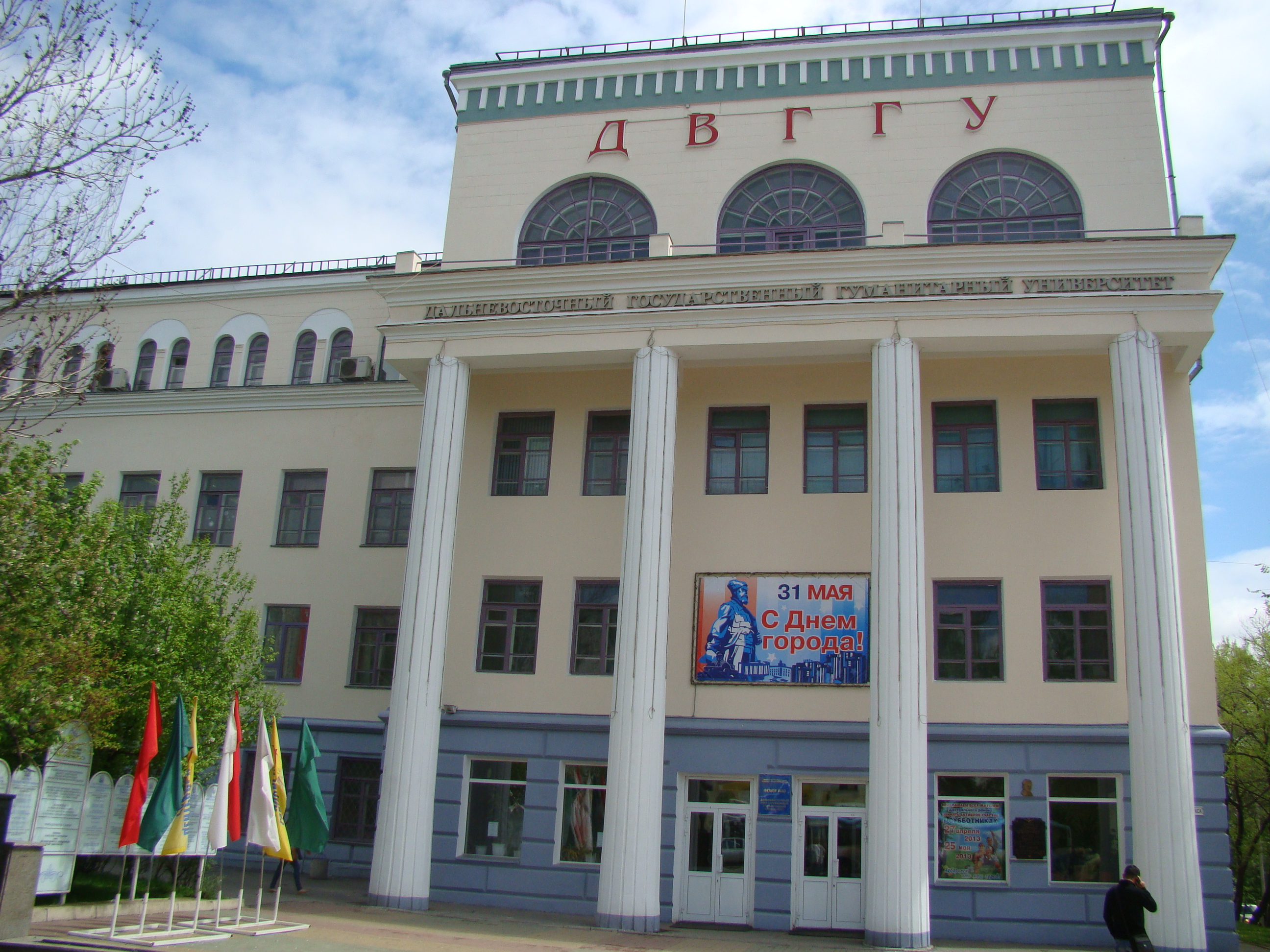

L'Université d'État des sciences humaines de l'Extrême-Orient  (en russe : Дальневосточный государственный гуманитарный университет, Dalnevostotchny gossoudarstveny goumanitarny ouniversitet) est un établissement d'enseignement supérieur situé à Khabarovsk en Russie.

## Histoire
L'université d'État des sciences humaines de l'Extrême-Orient est fondée en 1934 et inaugurée en 1937 en tant qu'institut pédagogique. Il a trois facultés : faculté d'histoire, faculté des lettres et faculté de mathématiques et de physique.

## Université d'État des sciences humaines de l'Extrême-Orient aujourd'hui
L' université comprend 3 instituts et 9 facultés accueillant 4 000 étudiants.
Depuis 2005, l'université fait partie du réseau des universités partenaires de l'Ambassade de France en Russie.